# کپز
کپز (به ترکی استانبولی: Kepez) شهری است در کشور ترکیه که در استان چاناق‌قلعه واقع شده‌است. جمعیت این شهر بر اساس سرشماری سال ۲۰۰۸ میلادی ۱۰٬۴۳۴ نفر و بر اساس برآوردهای سال ۲۰۰۹ میلادی ۱۰٬۲۱۳ نفر می‌باشد.